# 中电兴发
安徽中电兴发与鑫龙科技股份有限公司（深交所：002298，简称中电兴发，英文：Anhui Sinonet & Xinlong Science & Technology Co., Ltd.），是中国深圳证券交易所的一家上市公司，主营业务包括公共安全与反恐、智慧城市、输配电及控制设备制造。
公司前身为安徽鑫龙电器股份有限公司，成立于1998年5月15日。2009年9月29日，在深圳证券交易所中小板挂牌上市（股票简称：鑫龙电器，股票代码：002298）。2015年8月，公司收购国内反恐领域知名企业北京中电兴发科技有限公司，并于2015年12月9日将公司名称变更为“安徽中电兴发与鑫龙科技股份有限公司”，证券简称由“鑫龙电器”变更为“中电鑫龙”。2018年7月2日，公司证券简称由“中电鑫龙”变更为“中电兴发”。
2017年，公司实现营业收入20.3亿元，同比增长21.21%；实现净利润1.72亿元，同比增长10.54%。